# Поликарпова, Лариса Петровна
Лариса Петровна Поликарпова (14 мая 1963, Киев) — советская и российская футболистка, полузащитник.

## Карьера
Первой футбольной командой был киевский «Спартак», вместе с которым на всесоюзном турнире на призы еженедельника «Собеседник» в 1988 году завоевала 4 место. В 1989 году перешла в киевское «Динамо», где стала капитаном, и с командой выиграла отбор за право участия в чемпионском турнире, но клуб отказался ехать на финальный турнир. После первого круга чемпионата 1990 года приняла приглашение «Нивы» (Барышевка), с которой и стала Чемпионкой СССР (забив в «золотом» матче 2 гола в ворота московского клуба «Серп и Молот» — 2:1). В 1991 году перешла в «Текстильщик» (Раменское), где вновь стала Чемпионкой СССР. В 1993 году «Текстильщик» начал испытывать финансовые трудности и по окончании сезона перешла в «Калужанку», где проведя половину сезона 1994 года вернулась «Текстильщик».

## Достижения
командные
- Чемпионат СССР по футболу среди женщин
  - Чемпион (2): 1990, 1991
- Чемпионат России по футболу среди женщин
  - бронзовый призёр (1): 1994
- Кубок России по футболу среди женщин
  - финалист (1): 1993
- Международные турниры по футболу среди женщин:
  - победитель (2): 1991 ( Канада)[1], 1992 ( Польша)[6]

личные
- включалась в список «33 лучших футболистки чемпионата России»: в 1992 и 1993 годах;
- была в составе сборной СССР в выездном турне против сборных Англии (9 и 10.09.1991) и Польши (16 и 18.09) и забила 1 гол;
- Лучший бомбардир первой лиги 1995 года (23 гола);
- Лучший бомбардир «Текстильщика» за сезон: в высшей (1992 — 17 голов) и первой (1995 — 23 гола) лиги;
- Лучший бомбардир «Текстильщика» за все сезоны в Кубке России: 18 голов;
- 24 мая 1995 года забила 5 голов в матче на Кубок России 1995 в ворота клуба «Вологжанка» (счет 12:0);

## Статистика
Клубная
| Выступление      | Выступление      | Выступление      | Чемпионат | Чемпионат | Кубок | Кубок | Итого | Итого |
| Клуб             | Лига             | Сезон            | Игры      | Голы      | Игры  | Голы  | Игры  | Голы  |
| ---------------- | ---------------- | ---------------- | --------- | --------- | ----- | ----- | ----- | ----- |
| Динамо           | высшая лига      | 1989             | 18        | 0         | 0     | 0     | 18    | 0     |
| Динамо           | высшая лига      | 1990             | 11        | 6         | 0     | 0     | 11    | 6     |
| Динамо           | Итого            | Итого            | 29        | 6         | 0     | 0     | 29    | 6     |
| Нива             | высшая лига      | 1990             | 12        | 8         | 0     | 0     | 12    | 8     |
| Нива             | Итого            | Итого            | 12        | 8         | 0     | 0     | 12    | 8     |
| / Текстильщик    | высшая лига      | 1991             | 0         | 0         | 0     | 0     | 0     | 0     |
| / Текстильщик    | высшая лига      | 1992             | 27        | 17        | 4     | 6     | 31    | 23    |
| / Текстильщик    | высшая лига      | 1993             | 0         | 0         | 4     | 3     | 4     | 3     |
| / Текстильщик    | первая лига      | 1994             | 8         | 8         | 0     | 0     | 8     | 8     |
| / Текстильщик    | первая лига      | 1995             | 17        | 23        | 3     | 6     | 20    | 29    |
| / Текстильщик    | высшая лига      | 1996             | 0         | 0         | 2     | 2     | 2     | 2     |
| / Текстильщик    | первая лига      | 1997             | 0         | 0         | 1     | 1     | 1     | 1     |
| / Текстильщик    | Итого            | Итого            | 52        | 48        | 14    | 18    | 66    | 66    |
| Калужанка        | высшая лига      | 1994             | 9         | 2         | 0     | 0     | 9     | 2     |
| Калужанка        | Итого            | Итого            | 9         | 2         | 0     | 0     | 9     | 2     |
| Всего за карьеру | Всего за карьеру | Всего за карьеру | 102       | 64        | 14    | 18    | 116   | 82    |

## Примечание
1. 1 2  «Дівчаткам було по 13-14 років. До них приставали тренери». Жіночий футбол в СРСР та Україні (укр.). ua.tribuna.com. Архивировано 26 января 2021. Дата обращения: 5 июля 2018.
2. 1 2  В.И.Черкашин. От «Сибирячки» до «Енисея». — Красноярск: ООО «ИПЦ «КаСС», 2012. — 280 с. — 1000 экз. Архивировано 8 апреля 2020 года.
3. ↑  Елена Мазуренко: "Я полностью согласна с Президентом ФИФА Блаттером, что будущее футбола – женского рода!". ua-football.com. Дата обращения: 27 августа 2009.
4. 1 2 3 4 5 6 7 8  М.Н.Кацман, С.О.Фадеев. Краткая энциклопедия женского футбола. — Калуга: «Калуга вечерняя», 1996. — 154 с. — 1000 экз.
5. ↑  Soviet Union 1990 Women (англ.). rsssf.com. Архивировано 16 ноября 2011. Дата обращения: 29 декабря 2006.
6. ↑  Sosnowiec 90th Anniversary Tournament (Women) (англ.). rsssf.com. Архивировано 19 октября 2021. Дата обращения: 29 января 2006.
7. ↑  Russia 1996 Women (англ.). rsssf.com. Архивировано 16 ноября 2011. Дата обращения: 5 июня 2006.
8. ↑  Russia 1997 Women (англ.). rsssf.com. Архивировано 9 сентября 2006. Дата обращения: 5 июня 2006.